# Луцьке Євангеліє

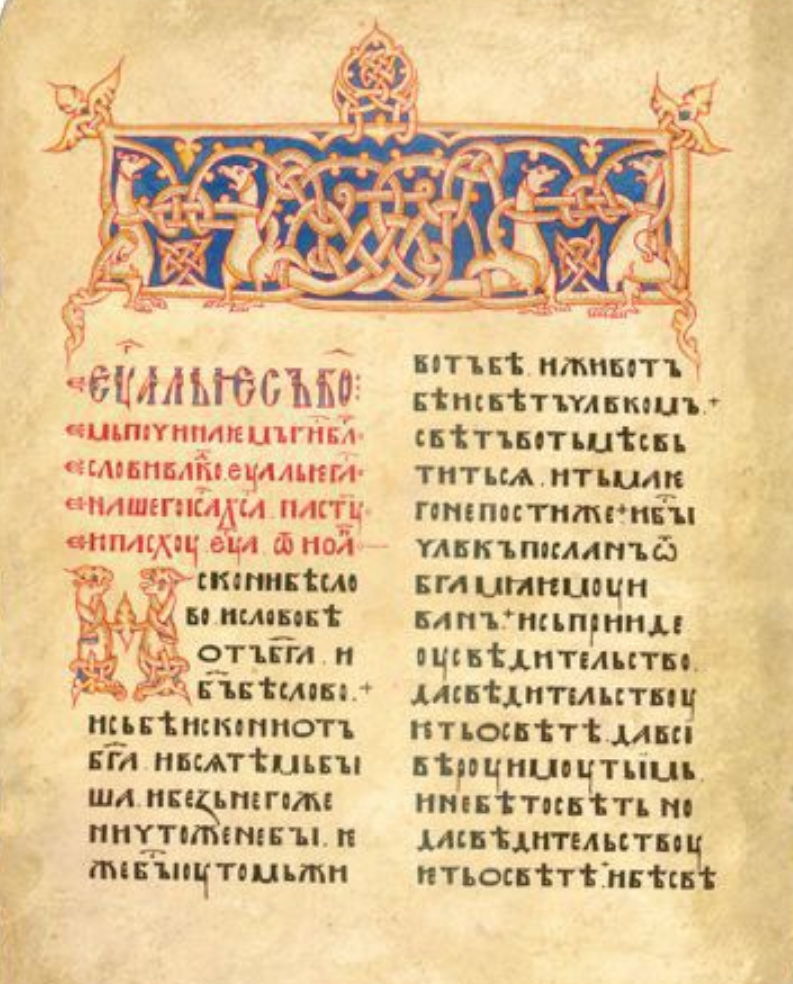
Луцьке Євангеліє XIV ст.

Лу́цьке Єва́нгеліє — пам'ятка галицько-волинської книгописної школи та пам'ятка української мови XIV століття. Луцьке Євангеліє майже на два століття старше за Пересопницьке Євангеліє і вважається його предтечею. Це одна з найдавніших богослужбових книг України, що збереглася до наших днів.

## Короткий опис
- Розміри книги в оправі — 324 х 254×75 мм.
- Розміри внутрішнього блоку аркушів — 300 х 245×60 мм.
- Рядків на сторінці — 20–22, стовпців — 2.
- Матеріал для написання тексту — пергамент.
- Оправа (XVI — XVII ст.) — дошки, обтягнуті шкірою.

## Історія
Належало свого часу Спаському Красносельському монастирю, що біля Луцька. Переписане, очевидно, у середині XIV століття. Опосередковано про це свідчить дарчий запис землі цьому монастиреві, який зробив у Л. Є. Порфирій Кирдієвич — онук Васька Кирдієвича; Порфирій Кирдієвич згадується в одній із грамот, датованій 1366.
Уривки з Луцького Євангелія опублікував О.Соболевський у книжці «Очерки из истории русского языка» (ч. 1. Київ, 1884).
Рукопис зберігається в Російській державній бібліотеці в Москві (зібрання М. П. Рум'янцева, фонд 256, № 112).

## Зміст і оформлення
Луцьке Євангеліє є повним апракосом, тобто це богослужбовий збірник, у котрому текст чотирьох Євангелій поділений на окремі пронумеровані цілісні частини — зачала, розташовані по порядку прочитування у святкові, недільні та будні дні під час богослужіння протягом року.
Євангеліє має сім заставок і майже 400 мальованих заголовних літер — ініціалів.
Заставки: тератологічні (аркуші 1, 43, 89, 108, 154); плетінчасті (аркуш 205, зворот; 228). Ініціали (за Я. П. Запаском): тератологічні (184 одиниці), плетінчасті (139 од.), геометричні (із візантійських скобок, 46 од.).

## Мовні особливості
У церковнослов'янському тексті пам'ятки відобразилася низка фонетичних рис української мови, зокрема вторинний (так званий «новий») «ѣ» («корѣнья»), збіг давніх «ы» та «і» («съ нымь», «тисячѣ»), «ѣ» > «і» («въ синѣ смертьнѣи»), чергування «у»—"в" («услѣдъ мене», «вчителю», «Вліты» («Улити»), «дѣла Аурамля»), «в» протетичний («къ вовьцямъ», «вученици») і вставний інтервокальний («легивонъ», «Фавуста»), приголосний «дж» («рожчьє», «дожчь»), «х» на місці «ф» («Хрола»), асимілятивні та дисимілятивні зміни приголосних («зборъ», «што»), збіг форм прийменників «съ» та «изъ» («ис нимь», «иствори», «не изблазниться») та ін.

## Маргіналії
На полях богослужбових книг часто можна натрапити на різноманітні дописки (маргіналії), наприклад дарчі, договірні, купчі і таке інше.
У Луцькому Євангелії є декілька маргіналій, це записи, зроблені особами, пов'язаними з історією монастиря, де зберігалася книга.
На звороті аркуша 42 є опис церковного майна монастиря, складений Луцьким єпископом Олексієм 1429 року.
На звороті аркуша 153 є дві маргіналії. Перша маргіналія початку XV століття, в ній згадуються «Порфирій, син Іванов, онук Васьков, Кирдієвич зі своєю дружиною Настасією», які дарують монастирю святого Спаса на вічні часи землю Кудрявчицьку. В іншій маргіналії за 1483 рік сказано, що Олізар Кирдієвич, маршалок Волинської землі, староста Луцький, з дружиною своєю Феодосією передали на вічні часи село Доросинь монастиреві Красносельському під Луцьком.
На аркуші 205 вже згаданий Олізар Кирдієвич 1486 року відписав монастирю десятину усіх своїх маєтностей.
На аркуші 262 є запис про те, що князь Михайло Костянтинович Пінський, староста Володимирський, дав десятину із свого маєтку на монастир — імовірно, за часів єпископа Луцького Євфимії.
На звороті останнього аркуша зробив запис Феодосій, ігумен Спаський Красносельський, колишній протопіп Кременецький. Це приймальний опис майна, яке одержав монастир на Красному.

## Факсимільне видання
2011 року в Україні було здійснено факсимільне видання Луцького Євангелія накладом 1000 примірників.
У факсимільному виданні Луцького Євангелія збережені розмір текстів і прикрас. Усі сторінки відтворено в оригінальному вигляді, кольорі та об'ємі. Видавці використали для факсиміле шведський екологічно чистий папір, що імітує пергамент. Збережено також всі маргіналії, що містяться в оригіналі.
8 лютого 2012 року Митрополит Луцький і Волинський УПЦ (МП) Нифонт передав Президенту Росії Володимиру Путіну екземпляр факсимільного видання через представника бібліотеки Адміністрації Президента.